# Buse mantelée
Pseudastur polionotus
Espèce
Statut de conservation UICN

 NT  : Quasi menacé
Statut CITES
La Buse mantelée (Pseudastur polionotus, anciennement Leucopternis polionotus) est une espèce d'oiseaux de la famille des Accipitridae.

## Répartition
Cette espèce vit au Brésil, au Paraguay et en Uruguay.